# 辰巳明子
辰巳 明子（たつみ あきこ）は、日本のヴァイオリニスト、ヴァイオリン教師である。桐朋学園大学学長。

## 来歴
鷲見三郎、齋藤秀雄、海野義雄に師事。桐朋学園大学音楽学部在学中の1966年、東急ゴールデンコンサートのソリストとして日本フィルと共演し、デビュー。外務省文化使節として、東南アジアに演奏旅行。毎日ゾリステン、NHKテレビリサイタル、NHK芸術劇場に出演。桐朋学園大学を首席で卒業。文化庁在外芸術家研修員として、ベルリンに留学。サシコ・ガブリロフに師事。日本音楽コンクール第2位。海外派遣コンクール特別表彰、文化放送音楽賞、桐朋学園より第2回生江賞、ドイツより音楽批評家賞を受賞。イサン・ユンの『ヴァイオリン協奏曲』や、三善晃の『鏡』など、初演作品も多い。DAAD文部省国費留学生試験官、国立ベルリン芸術大学講師を経て、桐朋学園大学にて主任教授、副学長を歴任。2005年より茨城国際音楽アカデミーinかさま音楽監督、2009年よりヴァイオリン・フェスタ・トウキョウ（サントリーホール・ブルーローズ）音楽監督。2022年4月より桐朋学園大学・桐朋学園大学院大学学長。